# Januariopstand van 1933

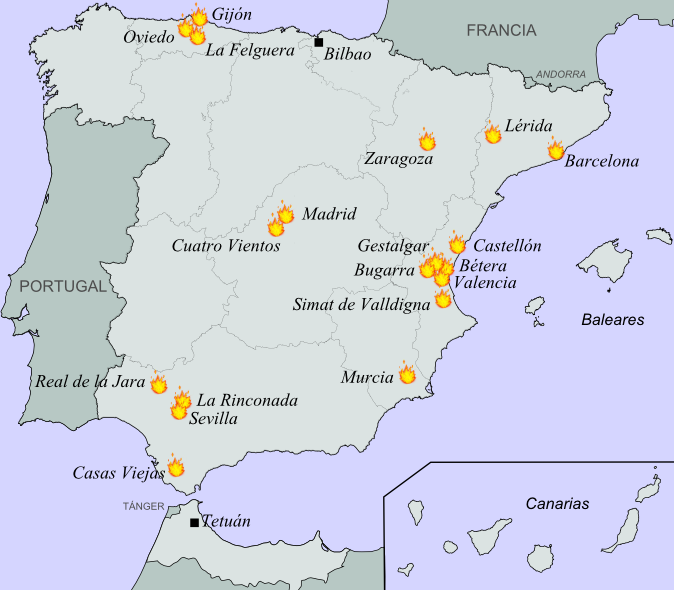
Belangrijkste brandhaarden tijdens de opstand in januari 1933

De Januariopstand van 1933 was een opstand in Spanje die plaatsvond tijdens de Tweede Spaanse Republiek en drie weken duurde. Tijdens deze opstand vonden de gebeurtenissen van Casas Viejas plaats, een bloedbad dat de guardia civil aanrichtte onder stakende anarchisten in het dorp Casas Viejas in de provincie Cádiz en dat de toenmalige publieke opinie schokte. 
De opstand werd georganiseerd door de anarchistische vakbonden CNT en FAI en had tot doel tegen de armoedige leefomstandigheden van arbeiders te protesteren. De opstand begon op 1 januari 1933 op meerdere plekken tegelijk met verschillende bomexplosies. Naast gewelddadige acties werd op veel plekken het werk neergelegd. In eerste instantie brak de opstand uit in Asturië en Andalusië, een paar dagen later ontstonden er ook gewelddadige situaties in Catalonië en Valencia. Gedurende enkele weken ontploften er door het gehele land bommen en vonden er andere gewelddadige confrontaties plaats tussen actievoerders en ordetroepen. De autoriteiten reageerden met harde hand op de opstand.
Op 11 januari kwam het in het gehucht Casas Viejas in de provincie Cádiz tot een aanvaring tussen anarchisten en de autoriteiten, waarbij 21 doden vielen. De Spaanse publieke opinie was geschokt omdat de Guardia Civil na inname van het dorp bewoners fusilleerde, ook een aantal die niets met de confrontatie te maken hadden, en zelfs de opdracht had het dorp tot de grond toe af te branden, wat uiteindelijk niet gebeurt. 
Vooral omdat er van officiële kant een verdraaide versie van de gebeurtenissen werd uitgebracht, beschadigden zij het aanzien van de Tweede Republiek en van eerste minister Manuel Azaña.